# Annectocyma tubulosa
Annectocyma tubulosa is een mosdiertjessoort uit de familie van de Annectocymidae. De wetenschappelijke naam van de soort is voor het eerst geldig gepubliceerd in 1875 door George Busk.